# Metaphrixus setouchiensis
Metaphrixus setouchiensis är en kräftdjursart som beskrevs av Shimomura, Ohtsuka och Sakakihara 2006. Metaphrixus setouchiensis ingår i släktet Metaphrixus och familjen Bopyridae. Inga underarter finns listade i Catalogue of Life.